# یازوونیک
یازوونیک (به صربی: Jazovnik) یک منطقهٔ مسکونی در صربستان است که در ولادیمیرتسی واقع شده‌است. یازوونیک ۵۹۹ نفر جمعیت دارد.